# Grauflügel-Trompetervogel
Der Grauflügel-Trompetervogel (Psophia crepitans), auch Graurücken-Trompetervogel, ist ein 46 bis 53 Zentimeter großer Vertreter aus der Familie der Trompetervögel.

## Aussehen
Diese Tiere haben ein schwarzes Gefieder bis auf die namensgebenden breiten, grauen mit braunen, weißen Stellen versehenen Flügel. Sehr auffällig ist das metallisch blau glänzende Brustgefieder. Der Schnabelansatz ist schwarz und die Spitze ist grün-bläulich. Die kräftigen Beine sind grau. Im Gefieder unterscheiden sich die Geschlechter nicht voneinander, wobei die Männchen etwas größer sind als die Weibchen. Das Gewicht der Einzeltiere beträgt zwischen 1 und 1,5 Kilogramm.

## Verbreitung und Lebensraum
Der Grauflügel-Trompetervogel kommt in den Regenwäldern von Ecuador, Südkolumbien, Peru, Guyana, Suriname, Französisch-Guyana und südlich bis zum Amazonas vor.

## Lebensweise
Diese tagaktiven Vögel leben in kleinen Gruppen von bis zu 6–8 Tieren zusammen. Sie suchen den Waldboden nach Insekten, Früchten und Nüssen ab, von denen sie sich ernähren. Oft verfolgen sie auch baumbewohnende Tiere z. B. Affen, um deren heruntergefallenen Früchte aufzusammeln. Sie sind schlechte Flieger, verbringen die Nacht aber in dem Bäumen in Höhen von bis zu 10 Metern. Sie baden sehr gerne in seichten Tümpeln und breiten danach ihre Flügel aus, um diese zu trocknen. Sie geben sehr laut trompetende Töne von sich, um vor Gefahren zu warnen, um ihr Revier zu markieren oder um Eindringlinge zu verschrecken. Die Lebenserwartung beträgt ca. 10 Jahre.

## Fortpflanzung

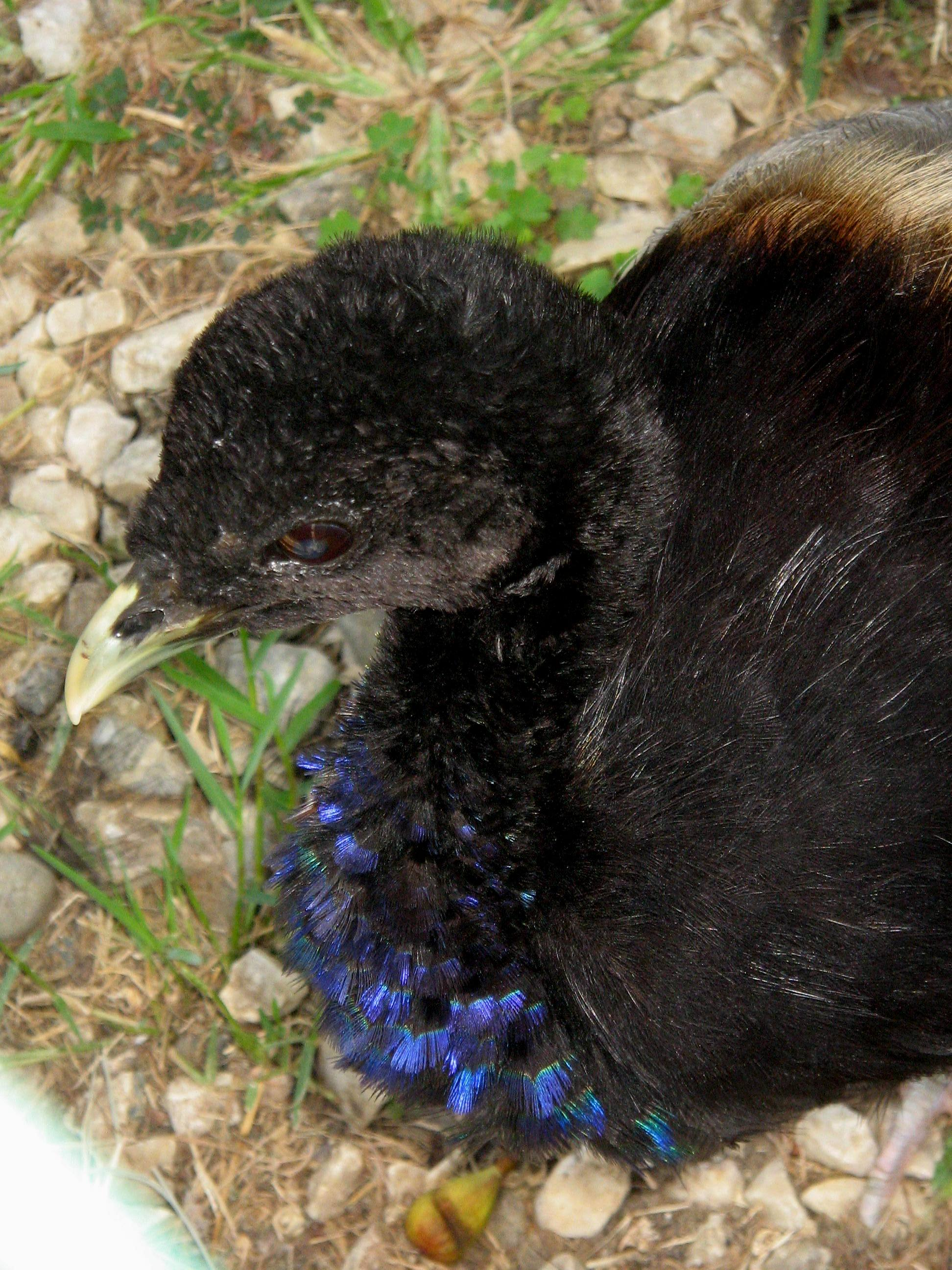
Ein brütender Grauflügel-Trompetervogel

In der Balz vollführen die Männchen auf einer Lichtung einen spektakulären Tanz, bei dem sie vor dem Weibchen entlang stolzieren, umher hüpfen und verschiedene Tänze vollführen. Es paaren sich oft mehrere Männchen mit einem Weibchen. Das Nest wird in Baumhöhlen oder in der Krone von Palmen in einer Höhe von ca. 6 Metern oder am Erdboden angelegt. Das Weibchen legt 6 bis 10 weiß oder grün gefärbte Eier. Das Brutgeschäft übernimmt das Weibchen allein. Die Jungen sind Nestflüchter. Nach dem Schlupf begeben sich die Jungvögel sofort selbständig auf Nahrungssuche.

## Gefährdung und Schutzmaßnahmen
Da diese Art langsam zurückgeht, wird sie von der IUCN als (Near Threatened) potenziell gefährdet eingestuft. Die Gründe hierfür sind Jagd, Holzeinschlag, illegaler Tierhandel und die Umwandlung ihres Lebensraumes in landwirtschaftliche Flächen. Zum Schutz der Art wurden in ihrem Lebensraum mehrere Schutzgebiete ausgewiesen. Die Indigenen der Gegend halten sich diese Tiere als Haustiere.